# Turbay T-1 Tucán
Die Turbay T-1 Tucán ist ein leichtes Reise- und Sportflugzeug des argentinischen Herstellers Sociedad Anonima Sfreddo & Paolini.

## Geschichte und Konstruktion
Die Tucán wurde vom argentinischen Konstrukteur Alfredo Turbay entworfen und von der Sociedad Anonima Sfreddo & Paolini hergestellt. Die Maschine ist ein abgestrebter Hochdecker mit starrem Spornradfahrwerk und einem einsitzigen geschlossenen Cockpit hinter der Tragfläche. Das Flugzeug wurde von einem Continental-A65-Vierzylinder-Boxermotor mit 48 kW angetrieben. Der Erstflug erfolgte am 5. April 1943. Aufgrund des herrschenden Materialmangels während des Zweiten Weltkriegs sollen lediglich sechs Maschinen hergestellt worden sein.

## Technische Daten
| Kenngröße             | Daten                                                 |
| --------------------- | ----------------------------------------------------- |
| Besatzung             | 1                                                     |
| Länge                 | 5,55 m                                                |
| Spannweite            | 7,22 m                                                |
| Höhe                  | 1,90 m                                                |
| Flügelfläche          | 7,20 m²                                               |
| Flügelstreckung       | 7,2                                                   |
| Leermasse             | 285 kg                                                |
| max. Startmasse       | 450 kg                                                |
| Reisegeschwindigkeit  | ? km/h                                                |
| Höchstgeschwindigkeit | 205 km/h                                              |
| Dienstgipfelhöhe      | 4200 m                                                |
| Reichweite            | 1100 km                                               |
| Triebwerke            | 1 × Continental-A65-Vierzylinder-Boxermotor mit 48 kW |